# Meurtre de George Floyd
Pour un article plus général, voir George Floyd.
Le meurtre de George Floyd est une affaire de violence policière lors de laquelle George Floyd, un homme afro-américain, meurt à la suite de son interpellation par plusieurs policiers dont le policier Derek Chauvin, le 25 mai 2020 à Minneapolis, dans le Minnesota aux États-Unis.
Alors qu'il est stationné dans sa voiture, George Floyd est interpellé par deux policiers à la suite d'un appel d'une épicerie signalant qu'il a utilisé un faux billet et qu'il refuse de le reprendre, ainsi qu'un état de forte alcoolisation et une intention affichée de reprendre le volant. Il est menotté puis assis sur le trottoir, avant d'être amené à une voiture de police, dans laquelle il refuse de monter, luttant avec les policiers et déclarant plusieurs fois qu'il est claustrophobe et ne peut pas respirer (« I can't breathe »), demandant d'être allongé au sol. Placé dans le véhicule, il en ressort peu après dans des circonstances floues, et est plaqué au sol sur le ventre par trois policiers, dont Derek Chauvin qui l'immobilise en exerçant une pression du genou sur sa nuque pendant plusieurs minutes. Les policiers appellent une ambulance et George Floyd se plaint de nombreuses fois qu'il ne peut pas respirer et gémit, appelant à l'aide avant de cesser de parler et de bouger, semblant avoir perdu connaissance. Le placage ventral, qui dure près de neuf minutes, les plaintes et la souffrance apparente de George Floyd sont filmés par des passants qui essaient d'intervenir, tentant de convaincre les policiers de le changer de position. L'ambulance arrive et les ambulanciers tentent de réanimer George Floyd, qui est déclaré mort moins d'une heure plus tard à l'hôpital. Les images filmées par les passants se propagent sur les réseaux sociaux, puis dans les médias et à l'international, provoquant de très vives réactions aux États-Unis et à travers le monde.
L'autopsie officielle, conduite par le médecin-légiste du comté de Hennepin et validée par le service médical des forces armées, conclut à un homicide à la suite des manœuvres des policiers pour le maîtriser et le contraindre, avec une contribution de sa maladie cardiovasculaire et de son intoxication à des drogues (dont une dose potentiellement mortelle de fentanyl). Ces éléments auraient conduit à un arrêt cardiopulmonaire, l'hypothèse de l'asphyxie n'étant pas retenue. Une autopsie commandée par la famille de George Floyd conclut également à un homicide et un arrêt cardiopulmonaire mais soutient la thèse de l'asphyxie.
Les policiers présents sont licenciés de la police le lendemain et deux enquêtes sont ouvertes, dont l'une par le FBI, et Derek Chauvin est inculpé pour meurtre au troisième degré et homicide au second degré, puis pour meurtre au second degré. Une semaine plus tard, les trois autres policiers sont inculpés pour complicité de meurtre au second degré. Les circonstances entourant la mort de George Floyd conduisent à des manifestations et des émeutes contre le racisme et les violences policières dans l’agglomération de Minneapolis-Saint Paul, puis dans le reste du pays et dans le monde entier dans les jours suivants, et à de nombreuses réactions de protestations dans le monde politique, culturel et sportif.
Le 21 avril 2021, à l'issue de son procès, Derek Chauvin est déclaré coupable de trois chefs d'accusation et immédiatement écroué.

## Protagonistes

### George Floyd

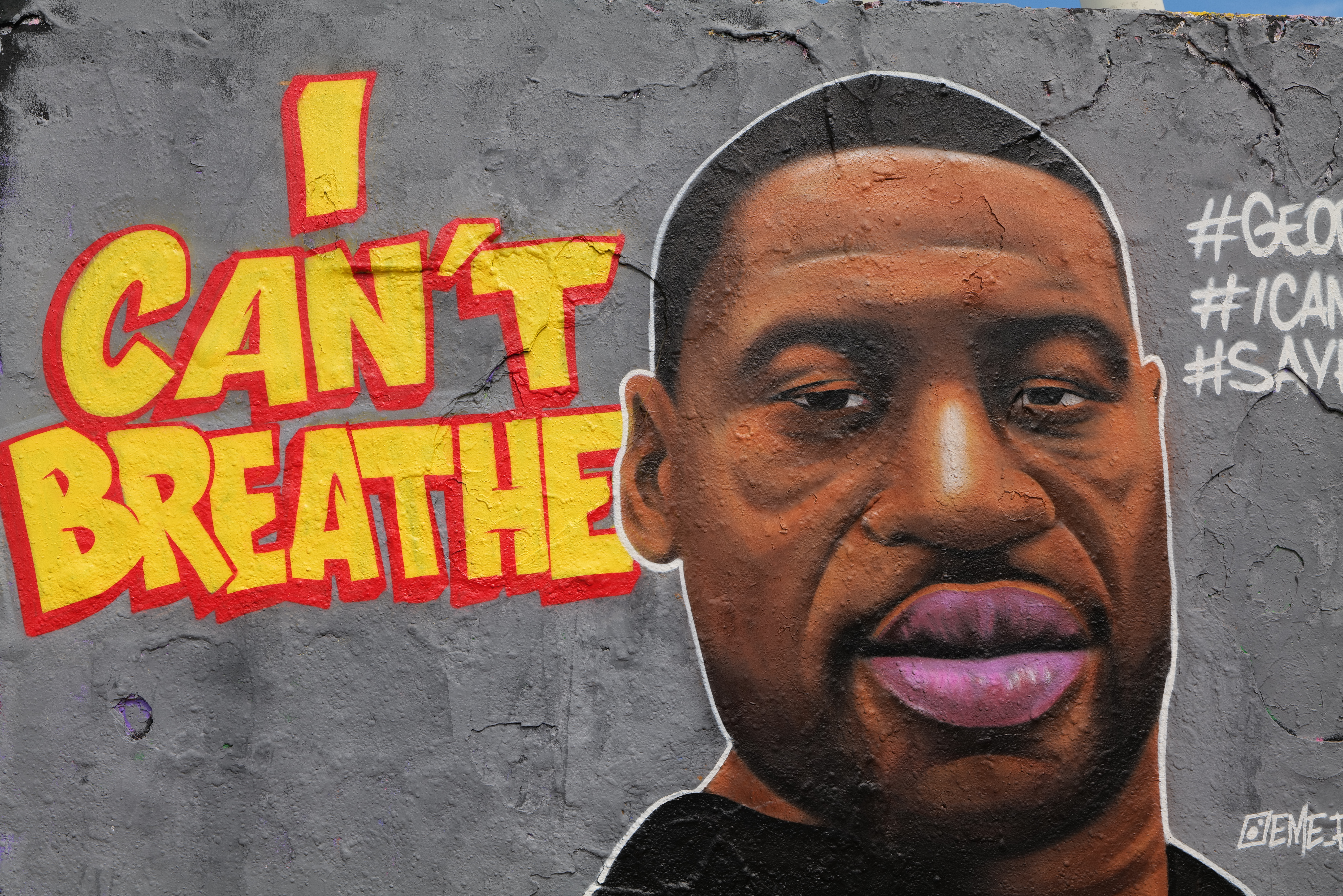
Portrait mural de George Floyd à Berlin (Allemagne), en mai 2020.

George Perry Floyd est né à Fayetteville en Caroline du Nord et a grandi dans le quartier noir de Third Ward (en), à Houston au Texas, où sa famille s'est installée alors qu'il était enfant. Il fréquente l'école de Yates où il fait partie de l'équipe de basket et de football. Floyd joue comme ailier rapproché (receveur) pour Yates, aidant l'équipe à aller jusqu'en finale des championnats de l'État en 1992. Il fréquente le South Florida State College (en) de 1993 à 1995 et joue dans l'équipe de basketball de l'université. C'est en jouant au basket qu'il obtient le surnom de « gentle giant » (« doux géant ») selon un de ses amis d'enfance.
Il revient ensuite à Houston, et dans les années 1990, sous le pseudonyme de « Big Floyd », il participe à la fondation du collectif de hip-hop Screwed Up Click (en) et rappe sur plusieurs morceaux et freestyles de DJ Screw. Il est condamné à dix mois de prison pour braquage en 1998. Puis de nouveau à trente jours de prison pour violation du droit de propriété en 2002 et dix mois de prison en 2005 pour possession de cocaïne. À Houston, en 2009, il est condamné à cinq ans de prison pour un cambriolage à main armée,.
Après avoir purgé sa peine, en 2014, il quitte le Texas et déménage à Minneapolis dans le Minnesota,. Son ami d'enfance Stephen Jackson raconte dans une vidéo sur Instagram que Floyd « était en train de changer sa vie ». Il s’investit dans un programme d’aide aux personnes souhaitant décrocher de la drogue. Il trouve du travail à Minneapolis comme camionneur, puis comme agent de sécurité dans un restaurant, le Conga Latin Bistro. Au moment du décès, il habite à Saint Louis Park et venait de perdre son emploi d'agent de sécurité en raison du confinement dû à la pandémie de Covid-19. Il a deux filles, dont une de six ans qui vit à Houston avec sa mère,.

### Policiers
Les deux policiers qui interviennent en premier, Thomas Lane (37 ans) et J. Alexander Kueng (26 ans), sont dans leur première semaine de service pour la police de Minneapolis lors de l'intervention,.
Derek Chauvin, le policier qui appuie son genou sur la nuque de Floyd, est impliqué dans trois interpellations mortelles en 2006, 2008 et 2011, et a fait à chaque fois usage de son arme, apprend-on le lendemain. Il fait également l'objet de trois plaintes au Civilian Review Authority, mettant en cause son ton « humiliant » et « désobligeant ». Durant ses vingt années de carrière au service de la police, sept autres plaintes sont déposées contre lui à l'Office for Police Conduct, mais aucune n'aboutit. Le surlendemain, on apprend qu'il a fait l'objet au total de dix-huit plaintes, et le maire de Minneapolis Jacob Frey demande qu'il soit arrêté et inculpé. Seulement deux de ces plaintes avaient abouti à des sanctions : des lettres de réprimande. Sa femme, Kellie Chauvin, a déclaré, par l'intermédiaire de son avocat, apporter son soutien à la famille de George Floyd et demander le divorce.
Tou Thao est entré dans la police en 2009. En 2017, il est poursuivi pour usage excessif de la force lors d'un contrôle de police en 2014. Un homme l'avait accusé de l'avoir frappé, avec « des coups de poing, des coups de pied et de genoux sur le visage et le corps », alors qu'il était « sans défense et menotté ». Le policier s'est défendu en expliquant que l'homme aurait retiré ses menottes d'une main et résisté, et qu'il n'a « pas eu le choix ». Le procès est évité par un règlement à l'amiable pour 25 000 $. Il avait également fait l’objet de six autres plaintes classées sans suite pour des faits de violences.
Le Minneapolis Police Department (en) (MPD) est responsable de violences racistes récurrentes mais ses agents bénéficient d’une impunité presque totale. Le syndicat des agents de police est l’un des rouages de ce système, sabotant les efforts engagés par les maires successifs pour discipliner les agents violents,. Selon le maire Jacob Frey (élu en 2018) : « les chefs de la police et les élus qui ont tenté de changer les choses se sont constamment heurtés à l’hostilité du syndicat et à une législation qui protège les auteurs de violences ».

## Faits

### Déroulement
Le 25 mai 2020, peu avant 20 h, dans le quartier de Powderhorn Park (en), à l'intersection de la Chicago Avenue South et de l'East 38th Street, à dix minutes du centre-ville de Minneapolis (Minnesota), George Floyd achète des cigarettes dans l'épicerie Cup Foods. Il rejoint ensuite sa voiture, garée sur la 38th Street à côté du restaurant Dragon Wok, où plusieurs amis l'attendent. Rapidement, il est soupçonné d'avoir utilisé un faux billet de vingt dollars. À 19 h 57, deux employés viennent réclamer les cigarettes, sans succès. Quatre minutes plus tard, à 20 h 1, un employé de l'épicerie contacte le 911. Il décrit Floyd comme « affreusement saoul » et n'ayant pas « contrôle de lui-même »,. Le policier qui reçoit l'appel demande à trois reprises à propos de Floyd « Quelle race ? », « Est-il blanc, noir, amérindien, hispanique, asiatique ? »,.
Lorsque les premiers policiers, J. Alexander Kueng et Thomas Lane arrivent sur place, George Floyd est dans sa voiture avec son ami Maurice Hall dans le siège passager et son amie et ex-copine Shawanda Hill à l'arrière. Lane et Kueng se garent de l'autre côté de la route, sur la Chicago Avenue South, près de l'épicerie, et viennent au contact à pied. Lane tape à la fenêtre conducteur où Floyd est assis, mais Floyd n'ouvre pas tout de suite la porte. Une fois la porte ouverte, Lane sort son pistolet et le pointe sur Floyd, ordonnant plusieurs fois à Floyd de lui faire voir ses deux mains et de les poser sur son volant. Floyd lui demande de ne pas tirer, affirmant qu'il s'est déjà fait tirer dessus dans des circonstances similaires et qu'il a perdu sa mère il y a peu. Lane range son arme, puis, moins de deux minutes après, extrait Floyd de sa voiture et le menotte dans le dos avec l'aide de Kueng, pendant que Floyd sanglote. Kueng l'emmène contre le mur du restaurant, et le fait asseoir par terre, Floyd montrant des signes de stress mais ne faisant pas preuve de violence. Lane parle aux deux passagers à l'extérieur, leur demandant pourquoi Floyd se comporte de manière excitée et ne montre pas ses mains. Son amie répond qu'il s'est fait déjà fait tirer dessus, et à la question de Lane demandant s'il est saoul, répond que non, mais suggère un trouble psychique qui aurait un rapport avec la police.
Un troisième policier vient en renfort en voiture. Six minutes après, Floyd est emmené au véhicule de police de Kueng et Lane. Arrivé, il plaide avec les policiers pour ne pas rentrer dans le véhicule, affirmant qu'il est claustrophobe, et s'effondre sur le sol. Kueng lui demande de se relever et de faire face à la voiture. Floyd leur demande de ne pas le laisser seul et répète qu'il est claustrophobe. Lane lui répond qu'il ira quand même dans la voiture, et Floyd répond qu'il va « mourir là-dedans », mentionnant le fait qu'il a eu la Covid-19 récemment. Lane lui propose de baisser les vitres pour alléger sa phobie mais Floyd refuse toujours, affirmant qu'il a très peur. Un passant dit à Floyd de se calmer, et qu'il ne peut pas gagner dans la situation où il se trouve, ce à quoi Floyd répond qu'il « ne veut pas gagner », qu'il est claustrophobe et a de l'anxiété, et qu'il ne veut pas faire de mal aux policiers. À ce moment, Floyd dit pour la première fois la phrase qui deviendra synonyme avec sa mort : « I can't breathe » (« Je n'arrive à respirer »). Les policiers réussissent à le faire rentrer dans la voiture et à fermer la porte derrière lui mais pour une raison inconnue, il sort par l'autre porte, continuant à se débattre.
Après un demi-tour, le troisième policier rejoint Kueng et Lane, avant qu'une seconde équipe n'intervienne à 20 h 17 : Derek Chauvin et Tou Thao.
J. Alexander Kueng tente de faire monter George Floyd sur la banquette arrière, mais Chauvin le ressort de la voiture[à recycler]. Il l'allonge au sol, sur le bitume. Avec ses collègues Kueng et Lane, il pratique un plaquage ventral. Floyd est allongé sur le ventre et est quasiment immobile. Chauvin appuie avec son genou sur la nuque, Kueng est agenouillé sur son dos et Lane sur ses jambes. Thao reste debout, près de sa tête. C'est à ce moment que débute la première vidéo d'un passant, prise depuis la route. À 20 h 20, Floyd gémit et dit aux policiers : « I can't breathe. Please. » (« Je n'arrive pas à respirer. S'il vous plaît. »). Lane ordonne au témoin de s'éloigner. Durant le même temps, un policier appelle les secours, expliquant que Floyd saigne de la bouche. L'appel passe rapidement en « code 3 », qui correspond à l'assistance médicale d’urgence. Depuis le trottoir à côté duquel Floyd est plaqué, une autre passante commence de filmer dans une rediffusion en direct sur Facebook. Malgré l'appel aux urgences, Chauvin continue d'appuyer sur la nuque de Floyd. Kueng et Lane ne sont pas visibles sur la vidéo ; il est impossible de savoir si les policiers continuent le plaquage. Floyd appelle à l'aide; en moins de cinq minutes, il répète seize fois qu'il ne parvient pas à respirer. Chauvin exige de lui de se calmer. Plusieurs témoins assistant à la scène demandent aux forces de l'ordre d'arrêter.
Floyd devient immobile quelques minutes plus tard, mais Chauvin maintient son genou sur la nuque de Floyd jusqu'à la venue des secours,, soit pendant deux minutes et cinquante-trois secondes. Les passants alertent sur son immobilité et demandent que son pouls soit pris,. Ils sont tenus à distance par Tou Thao. Les ambulanciers prennent le pouls de Floyd dans l'ambulance à plusieurs reprises, sans pouvoir le détecter, et tentent de le réanimer. Transféré à l'Hennepin County Medical Center (en), il est déclaré mort moins d'une heure plus tard,.

### Version policière initiale
La présentation initiale des faits par la police suscite une controverse. Au matin du 26 mai 2020, lendemain des évènements, la police envoie aux médias un communiqué intitulé « Un homme décède d'un incident médical durant une interaction avec la police ». Le communiqué parle d'un faussaire de monnaie suspecté qui aurait « résisté physiquement » à son arrestation et dont les policiers auraient remarqué après l'avoir menotté qu'il semblait souffrir d'une détresse médicale. Quelques heures plus tard, la publication de la vidéo d'un témoin permet d'établir qu'il s'agissait de George Floyd et que ce dernier avait été maintenu au sol pendant plusieurs minutes d'un genou sur la nuque, alors qu'il affirmait ne pas pouvoir respirer.
D'après la police, l'intervention ferait suite à un appel pour ébriété sur la voie publique. Selon les policiers une altercation aurait eu lieu, avec George Floyd, après qu'il sortit de son véhicule. Floyd « résiste physiquement » après être sorti de sa voiture puis « se raidit, tombe au sol et dit aux policiers qu'il est claustrophobe ». Les policiers auraient ensuite essayé « à plusieurs reprises de [le] placer sur le siège arrière », mais il aurait « lutté » et serait « intentionnellement tombé, en disant qu'il ne monterait pas dans la voiture et qu'il refuse de rester debout ». Déjà souffrant lorsqu'il est fait menotter, il aurait été debout lorsqu'il commençait à dire qu'il ne pouvait plus respirer. À 20 h 24, un policier aurait vérifié son pouls, puis l'aurait transféré sous ambulance à 20 h 27. Toujours selon la police, il serait mort à l'hôpital.
Cette version des faits est remise en question à la suite de la publication de deux vidéos où l'on ne voit pas Floyd résister. Dans l'une, qui provient d'une caméra de surveillance située à proximité du lieu de l'interpellation, dans un restaurant, on voit Floyd assis par terre et menotté, à la suite de quoi un policier le lève et l'amène vers un mur. Dans l'autre, prise par un témoin depuis sa voiture, on voit plusieurs policiers appréhender Floyd, qui ne semble pas résister mais simplement se tenir à côté de sa voiture.

### Témoignages vidéos
Les vidéos des témoins et de caméras de surveillance, notamment un Facebook Live de dix minutes, sont partagées sur les réseaux sociaux et deviennent virales.

#### Vidéosurveillances
Une vidéo de 45 secondes prise depuis l'intérieur d'une voiture montre George Floyd être sorti de son véhicule, sans qu'il n'oppose de résistance aux policiers,. La vidéosurveillance du restaurant Dragon Wok montre J. Alexander Kueng et Thomas Lane, rejoints par un troisième policier, sortir George Floyd de sa voiture, sans qu'il ne résiste. Il est menotté puis tombe. Un policier l'aide à se relever et le conduit sur le trottoir adjacent au restaurant. Il s'assoit contre le mur, avant d'être de nouveau relevé par un policier. Il échange quelques mots avec un autre. Vice le décrit à ce moment comme « angoissé ». Il est ensuite emmené à la voiture de police de l'autre côté de la rue, située en dehors du cadre. D'après CNN, il semble tomber de nouveau mais un véhicule de police bloque la vue,. La vidéosurveillance de Cup Foods filme J. Alexander Kueng essayant de faire monter George Floyd sur la banquette arrière de la voiture de police. Une vidéo prise quelques minutes plus tard, émanant d'un témoin traversant la route, filme J. Alexander Kueng et Thomas Lane plaquant Floyd sur le ventre, en s'asseyant sur lui. Derek Chauvin a déjà son genou posé sur la nuque de Floyd, et Tou Thao est debout.

#### Caméras-piéton des policiers
Le 27 mai 2020, soit deux jours après les évènements, la police des parcs de Minneapolis publie la vidéo de la caméra-piéton d'un de ses agents, non identifié, qui aurait répondu à une demande d'assistance de la police de Minneapolis à 20 h 10 au croisement de 38th Street East et Chicago Avenue. La vidéo montre le policier surveiller un véhicule considéré comme en lien avec l'appel initial. Le chef de la police des parcs affirme estimer que l'agent était à 118 pieds (36 mètres) de l'incident, et le communiqué accompagnant la vidéo précise qu'elle est publiée pour montrer le point de vue de son agent, qui n'aurait pas été en position pour voir l'incident entre les policiers et Floyd,. La vidéo semble montrer deux policiers parlant avec deux personnes en dehors d'un magasin, mais les personnes en question sont masquées par des carrés noirs sur la vidéo et la vidéo comprend très peu de son, les enregistrements des caméras-piétons « n'étant pas des données publiques ».
Les vidéos des caméras-piéton de Thomas Lane et Alex Kueng, dont les transcriptions,, sont publiées en juillet par la justice,,,, et montrées à quelques journalistes, avant de voir des extraits fuiter en août dans le Daily Mail. Elles montrent les évènements à partir de l'arrivée de Thomas Lane et Alex Kueng au magasin Cup Foods, où un employé leur montre un billet que leur avait donné Floyd, affirmant que c'est un faux et que Floyd est garé tout près. Lane tape à la fenêtre conducteur où Floyd est assis, mais Floyd n'ouvre pas tout de suite la porte. Une fois que la porte est ouverte, Lane sort son pistolet et le pointe sur Floyd. Floyd s'excuse et Lane s'énerve, lui intimant de lever ses mains immédiatement, et de lui montrer une main qu'il n'arrive pas à voir. Floyd ne met pas tout de suite ses mains sur le volant, et Lane répète son ordre. Floyd dit à Lane qu'on lui a déjà tiré dessus, et Lane lui dit de garder ses mains sur le volant, puis de sortir de la voiture. Floyd s'excuse et dit qu'on lui a déjà tiré dessus de la même manière. Lane lui répète qu'il doit obéir à ses instructions et montrer ses mains lorsqu'on lui demande. Floyd lui répond de ne pas lui tirer dessus, ce à quoi Lane répond qu'il ne va pas lui tirer dessus. Floyd lui redemande d'« œil-à-œil » de ne pas lui tirer dessus, et qu'il vient de perdre sa mère. Lane et Kueng le menottent contre la voiture alors qu'il sanglote. Ils demandent ensuite aux deux autres passagers pourquoi Floyd se comporte de manière excitée et ne montre pas ses mains, et son amie répond qu'il s'est fait déjà fait tirer dessus. Lane demande s'il est saoul, et son ex-copine dit que non, mais qu'il a un truc, en faisant un mouvement du doigt vers sa tête pour signifier des problèmes mentaux, et elle rajoute « au sujet de la police ».
On voit ensuite les deux policiers marcher avec Floyd menotté vers leur voiture. Floyd refuse de rentrer dans la voiture, affirmant qu'il est claustrophobe. Il se laisse tomber par terre, et Kueng lui demande de se relever, de tenir sur ses pieds et de faire face à la voiture. Floyd leur demande de ne pas le laisser seul et répète qu'il est claustrophobe. Lane lui répond qu'il ira quand même dans la voiture. Floyd répond qu'il va « mourir là-dedans », qu'il a juste eu la Covid-19, et qu'il ne veut pas retourner à ça. Lane lui propose de baisser les vitres pour alléger sa phobie mais Floyd continue de refuser, affirmant qu'il a très peur. Un passant dit à Floyd de se calmer parce qu'il ne peut pas gagner dans la situation où il se trouve, ce à quoi Floyd répond qu'il « ne veut pas gagner », qu'il est claustrophobe et qu'il a de l'anxiété, et qu'il ne veut pas faire de mal aux policiers. À ce moment Floyd dit pour la première fois la phrase qui deviendra synonyme avec sa mort « I can't breathe ». Les policiers réussissent à le faire rentrer dans la voiture et à fermer la porte derrière lui mais pour une raison inconnue il sort par l'autre porte. Quelques secondes plus tard il est au sol avec Chauvin qui presse son genou contre sa nuque et Lane et Kueng qui l'aide à le maintenir. Floyd répète plusieurs fois qu'il n'arrive pas à respirer.

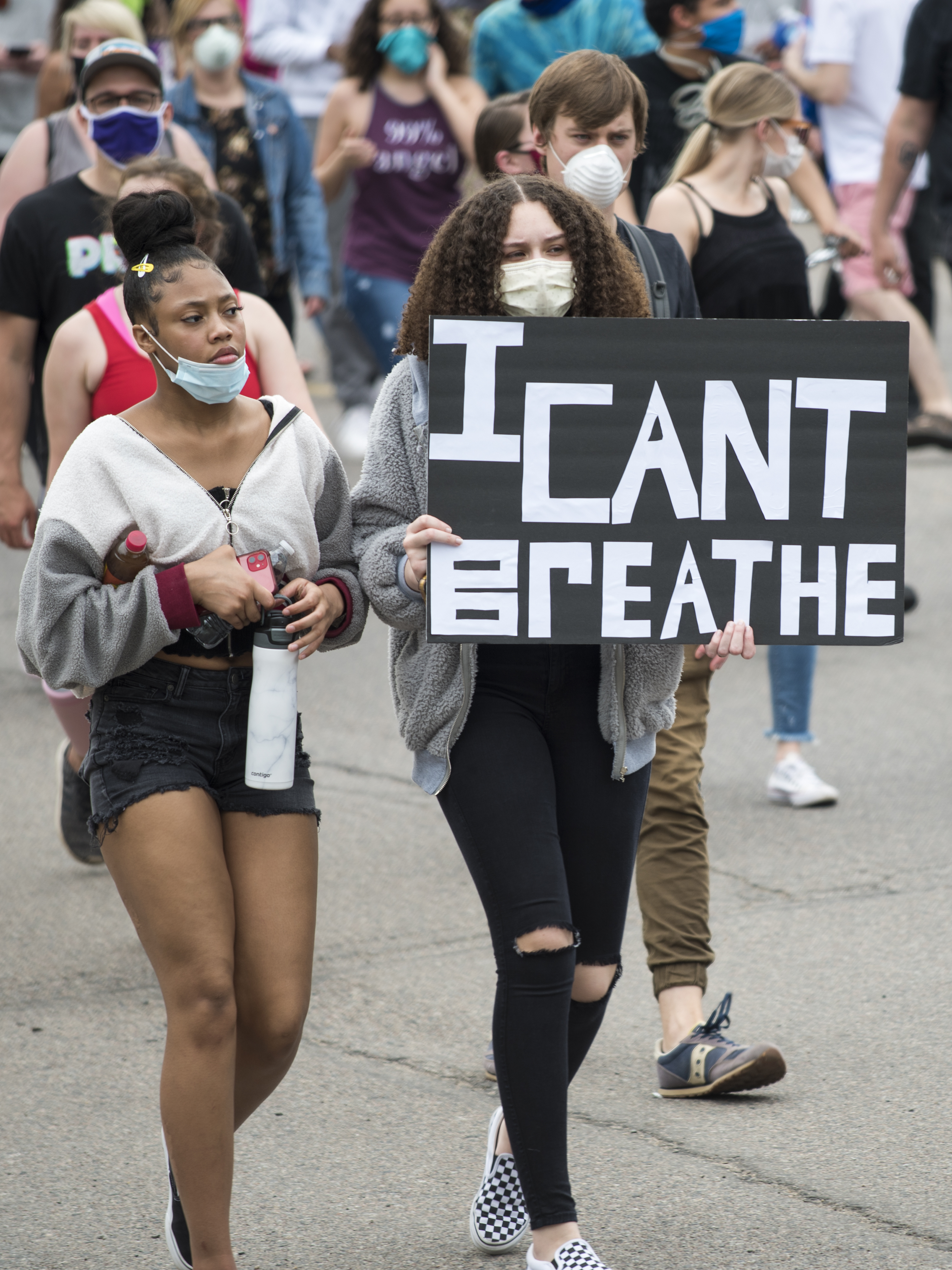
I can't breathe est repris comme un slogan durant les protestations. Ici, le 26 mai 2020 à Minneapolis.

#### Facebook Live d'un passant
Le Facebook Live débute après que Derek Chauvin a commencé d'appuyer son genou contre la nuque de George Floyd. Ce dernier répète « S'il vous plaît » et « Je ne peux pas respirer » (« I can't breathe. »),, gémit et sanglote. Un témoin dit « Vous l'avez eu. Laissez-le respirer », suivi d'un autre : « L'un de mes potes est mort de la même manière », ce à quoi Floyd répond « Je suis sur le point de mourir de la même façon,. » C'est à ce moment que Derek lui dit de se calmer. Un policier non identifié lui demande « Qu'est-ce que tu veux ? », et Floyd lui répète « I can't breathe » avant de demander « S'il vous plaît, le genou sur mon cou, je ne peux pas respirer, monsieur,. » Il crie ensuite « Maman ! » puis « Mon estomac me fait mal, mon cou me fait mal, tout me fait mal » et demande de l'eau, sans que les policiers ne lui répondent,,. Il poursuit « Je ne peux pas respirer. Ne me tuez pas,,. »
Un témoin fait remarquer que « son nez saigne », tandis qu'un autre s'adresse à Derek Chauvin : « Enlève-toi de son cou,,. » Les passants s'emportent contre les policiers : « Il ne résiste même pas à l'arrestation ! », « Vous êtes en train d'interrompre sa respiration putain, ! »
Tou Thao leur dit qu'« il parle, il va bien » ; un témoin lui répond « Il ne va pas bien,,. » George Floyd est devenu immobile, mais Derek Chauvin continue d'appuyer sur sa nuque,. Les témoins alertent qu'il ne réagit plus et qu'« il ne bouge plus,. » Thao se moque d'eux : « Ne prenez pas de drogues, les gars,. » Les passants continuent de protester et demandent que les policiers prennent son pouls, sans succès. Le live prend fin lorsque George Floyd est emmené dans l'ambulance,.
Les quatre policiers présents avaient chacun une caméra-piéton. La police ne diffuse pas les images, et le juge chargé des cas des policiers refuse de les partager avec les médias. Les transcriptions des caméras de Thomas Lane et Alex Kueng sont toutefois publiées en juillet par la justice, et en août, un extrait vidéo de ces deux caméras-piétons fuite dans le média britannique Daily Mail, qui n'explique pas comment il l'a obtenu. La justice du Minnesota entreprend d'enquêter sur cette fuite.

##### Critique de la médiatisation de la vidéo
Le 8 juin 2020, Thomas Rhozec reçoit Rokhaya Diallo dans le podcast de Binge Audio Programme B; elle critique la diffusion massive de la vidéo du meurtre, cette diffusion contribuant à la banalisation de la souffrance des corps noirs. La mise en scène par la multiplication de vidéos de meurtres violents de personnes noires participerait à une normalisation médiatique de la répétition possible des violences, entraînant une sympathie par rapport au corps d'un autre banalisé, et une absence d'empathie, notamment pour les proches des personnes assassinées.

#### Vidéo montée des caméras corporelles desofficiers[Lesquels?]
Le 11 août 2020, dans les environs de 21 h sort sur YouTube la vidéo de son arrestation. Les policiers avaient répondu à un appel du 25 mai pour ce qui semblait être une utilisation d'un faux billet par une personne prénommée Floyd d'un montant de 20 $. On voit alors l'ex-officier Thomas Lane arrêter George Floyd ainsi que deux connaissances de ce dernier, le pointant d'une arme. On le voit alors qu'il présente de l'anxiété sur le fait qu'il y ait des risques qu'un officier lui tire dessus.
Après l'interpellation de George Floyd, les ex-officiers essayent de faire entrer George dans leurs SUV de patrouille. George commence alors à se débattre, les ex-officiers ne parvenant pas à le faire entrer décident d'essayer de l'immobiliser au sol. George commence à se plaindre auprès de sa mère, de douleur et de difficulté respiratoire.
Quelques minutes après, les officiers supérieurs Derek Chauvin et Tou Thao l'aident à le ramener au sol. Chauvin place ensuite son genou sur le cou de Floyd. Action qu'il réalise en restant plus de neuf minutes. Lane et Alexander Kueng maintiennent le dos et les genoux de Floyd, pendant que Thao tenait à distance les spectateurs de la scène s'agitant de plus en plus.
C'est seulement après l'arrivée des ambulanciers paramédicaux que Chauvin se leva et que Floyd fut pris en charge. Les ambulanciers accompagnés de Lane administrent alors la RCR à Floyd l'emmenant en même temps vers un coin de rue éloigné, tandis que Kueng retourne au Cup Foods, pour interroger un employé au sujet du présumé billet contrefait de 20 $.

## Enquête judiciaire
Les quatre policiers impliqués dans la mort de George Floyd sont congédiés le 26 mai. Le Minnesota Bureau of Criminal Apprehension (en) ouvre une enquête, suivi du FBI, qui fait de l'affaire une priorité sur demande de Donald Trump. Ce dernier s'entretient rapidement avec le directeur du FBI Christopher A. Wray et le procureur général des États-Unis William P. Barr. Benjamin Crump, connu pour avoir représenté les familles de Trayvon Martin, Michael Brown et Ahmaud Arbery dans d'autres affaires médiatiques, est l'avocat de celle de Floyd.

### Poursuites
Derek Chauvin est arrêté et placé en garde à vue le 29 mai 2020 pour meurtre au troisième degré et homicide involontaire coupable au deuxième degré. Dans la loi de l'État du Minnesota, le meurtre au troisième degré est défini comme un homicide involontaire, mais « témoignant d'un esprit lâche, sans égard pour la vie humaine ». L'homicide involontaire coupable au deuxième degré n'engage pas non plus une intention meurtrière mais un comportement avec « un risque déraisonnable » de blessure grave ou de mort. L'avocat de la famille Floyd demande que Chauvin soit inculpé de meurtre au premier degré, qui prend en compte l'intention de tuer.
Le 3 juin 2020, le procureur général du Minnesota Keith Ellison requalifie les faits en meurtre au second degré (meurtre non prémédité) à l'encontre de Derek Chauvin et inculpe les trois autres policiers pour aide et complicité (en),.

### Autopsies
Le 29 mai 2020, la plainte contre le policier indique que selon l'autopsie officielle du corps de George Floyd, il n'est pas mort de strangulation ou asphyxie, mais du fait de sa contention au sol, « combinée avec ses problèmes de santé et une ébriété potentielle ». Floyd était atteint d'une maladie coronarienne et d'une maladie cardiovasculaire. Les premières conclusions indiquent qu'« aucune constatation physique ne permet d'étayer un diagnostic d'asphyxie ou d'étranglement traumatique ». Les avocats de la famille affirment cependant que Floyd n'avait pas de problème de santé sous-jacent. Le 25 août, des documents concernant l'autopsie sont publiés, révélant que le médecin-légiste du comté de Hennepin qui a conduit l'autopsie considérait le niveau de fentanyl présent dans le sang de George Floyd comme potentiellement létal, et qu'il aurait conclu à une mort d'overdose si ce dernier avait été retrouvé mort dans son lit avec le même bilan sanguin. Il est également mentionné le fait que George Floyd avait « un cœur lourd » et « au moins une artère bloquée à 75% ». Le médecin-légiste note avoir d'abord réalisé son autopsie sans regarder les vidéos du placage de George Floyd, afin de ne pas être biaisé dans sa réflexion par celles-ci,.
Le 1er juin 2020, le médecin-légiste communique à la presse ses conclusions, affirme que Floyd est mort d'un « arrêt cardiopulmonaire » et évoque clairement un homicide, mais aussi, en plus de problèmes de santé, une « utilisation récente de méthamphétamine » et une « intoxication au fentanyl » qui ont selon lui contribué à sa mort.
À la suite d'une demande de la police fédérale (FBI), le service de médecine légale des forces armées analyse et valide le rapport d'autopsie,.
Une seconde autopsie, indépendante et réalisée à la demande de la famille par Michael Baden et Allecia Wilson, affirme le 1er juin 2020 que George Floyd est mort d'« asphyxie due à une pression soutenue ». La compression qu'il a subie, au cou et au dos, aurait bloqué la circulation sanguine jusqu'à son cerveau, causant ainsi un arrêt cardiopulmonaire. Elle rapporte aussi que George Floyd n'avait « aucun problème de santé qui aurait pu causer le décès ou y contribuer ». En plus de Derek Chauvin, elle met en cause les policiers Thomas Lane et J. Alexander Kueng.

## Procès
Derek Chauvin comparaît devant le tribunal de Minneapolis à partir du 8 mars 2021 ; inculpé pour meurtre au second degré sans préméditation, il risque 40 ans de prison. Le 20 avril 2021, après avoir été déclaré, par les douze jurés du procès — sept femmes et cinq hommes —, coupable des trois chefs d’accusation pour lesquels il comparaissait, Derek Chauvin est immédiatement écroué. Le 25 juin 2021, il est condamné à 22 ans et demi de prison par la justice du Minnesota, sanction dont il fait appel, et à 21 ans par la justice fédérale sans possibilité d'appel, les deux peines pouvant être confondues.
Trois agents qui étaient restés passifs pendant le meurtre de George Floyd, Thomas Lane, Alexander Kueng et Tou Thao, sont également condamnés en juillet 2022 par la justice fédérale à des peines de prison (de deux ans et demi, trois ans et trois ans et demi, respectivement).

## Réactions

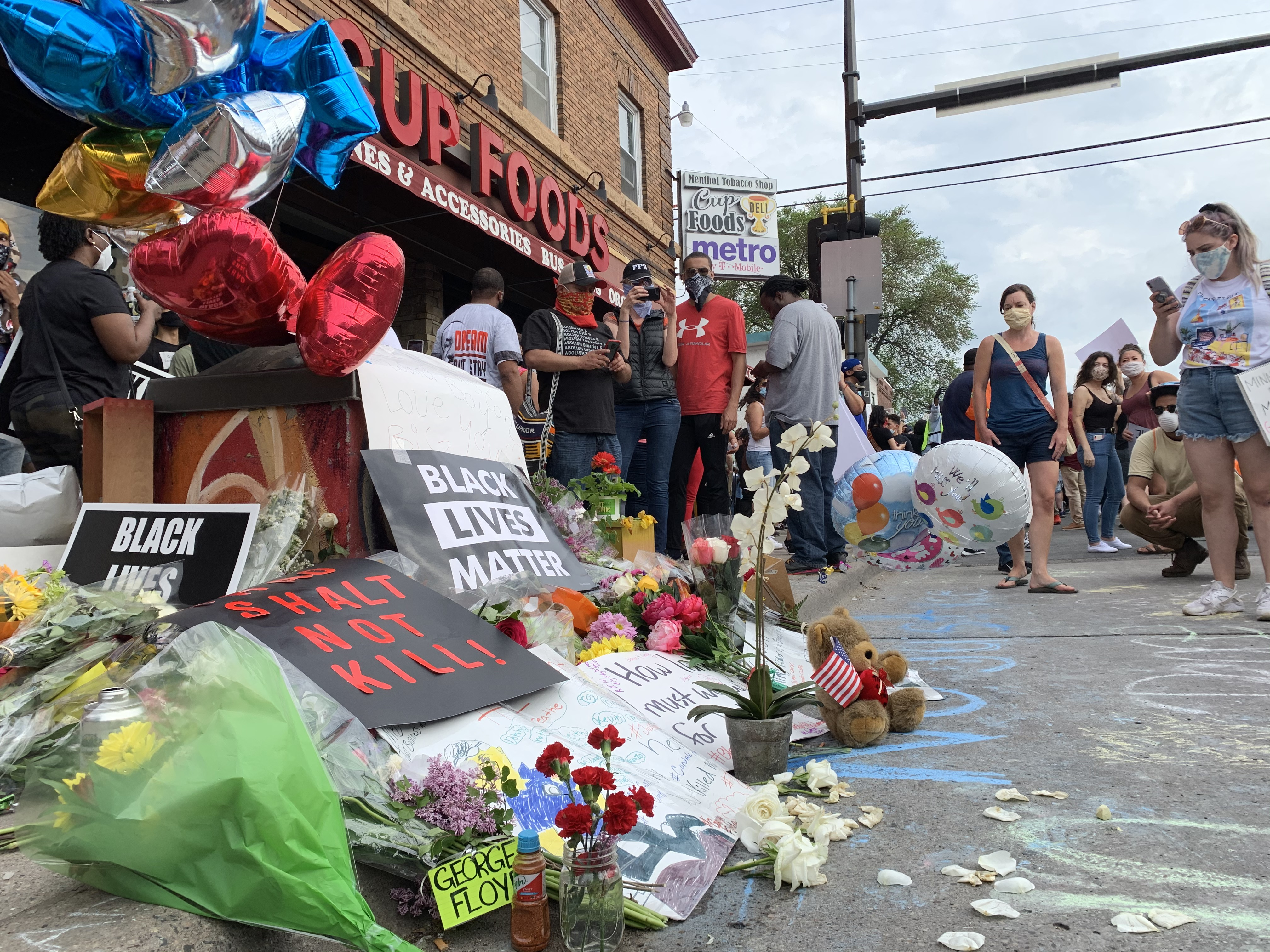
Mémorial improvisé pour George Floyd le 26 mai 2020.

Ce nouvel acte de violence policière,, est mis en relation avec le décès d'Eric Garner, un homme noir mort six ans avant dans les mêmes conditions, dont l'affaire avait contribué à l'essor du mouvement Black Lives Matter (« La vie des noirs compte ») et avait eu pour conséquence l'interdiction de la technique du plaquage ventral à New York et Los Angeles. De nombreux autres décès d'Afro-Américains victimes de violences policières, sont recensés au cours des années précédentes,.

### Réactions politiques
La mort de George Floyd déclenche une vague d'indignation dans les sphères politiques, culturelles et sportives américaines. La presse évoque une violence « injustifiée, insupportable et scandaleuse ». Le président Donald Trump et son prédécesseur Barack Obama expriment tous deux leur tristesse et leurs condoléances à la famille Floyd.
Le maire de Minneapolis Jacob Frey déclare le 26 mai qu'« être noir aux États-Unis ne devrait pas être une condamnation à mort ». Selon l'avocat de la famille Benjamin Crump, s'il n'y avait pas eu de vidéos, les agents de police « auraient donné une fausse version des faits et planqué ça sous le tapis ». Il accuse également la police de racisme et de pratiquer le profilage racial. La famille demande que les quatre policiers impliqués soient inculpés pour meurtre.
Donald Trump contribue à faire monter la pression lorsque les émeutes débutent en publiant dans des tweets, masqués par la plateforme pour « apologie de la violence », que « si des pillages commencent, on commencera à tirer ». Cette expression, « When the looting starts, the shooting starts », est connue pour avoir été employée par le chef de la police de Miami lors des violences raciales survenues en Floride à la fin des années 1960,.

### Manifestations et émeutes

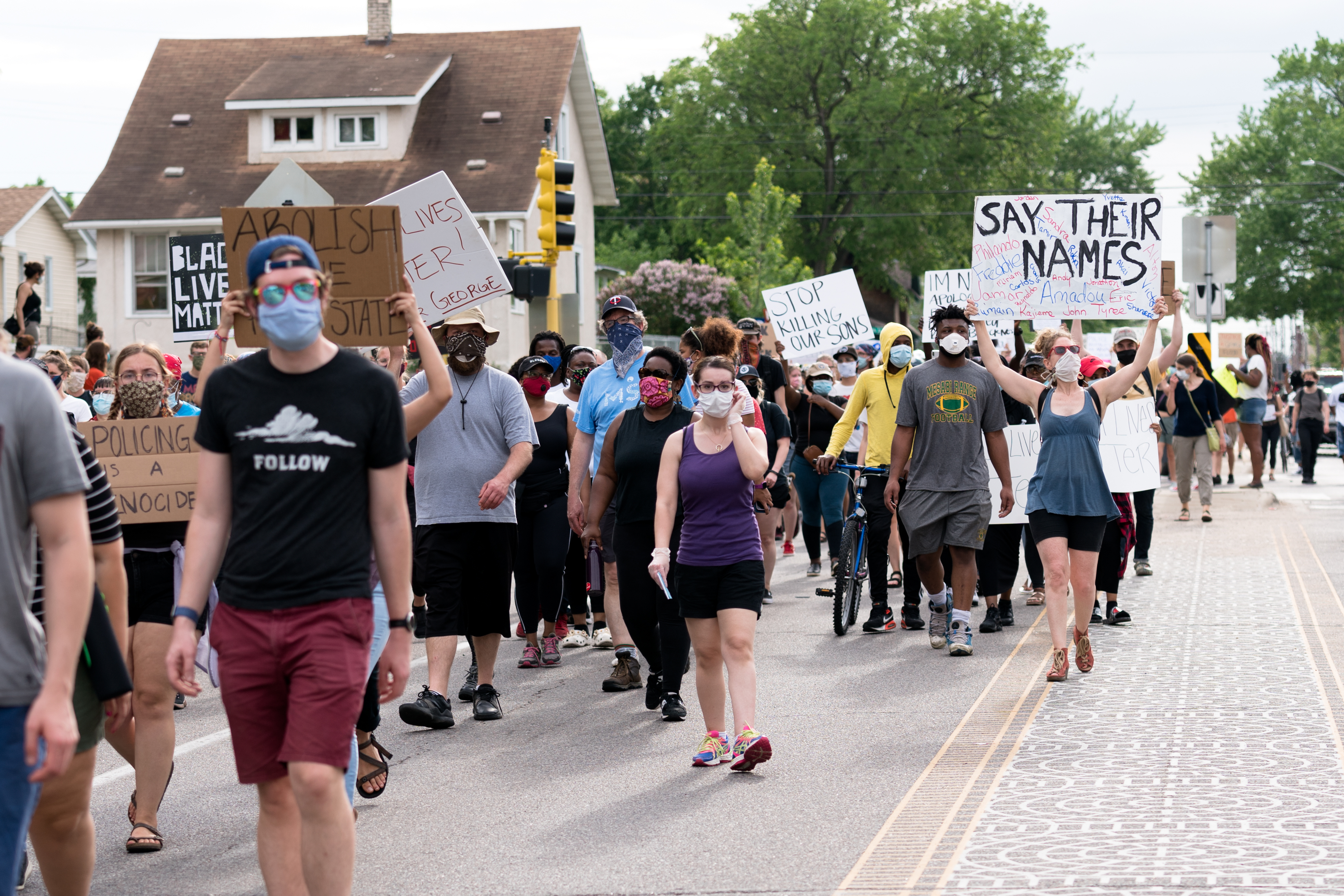
Manifestation le 26 mai 2020 à Minneapolis.

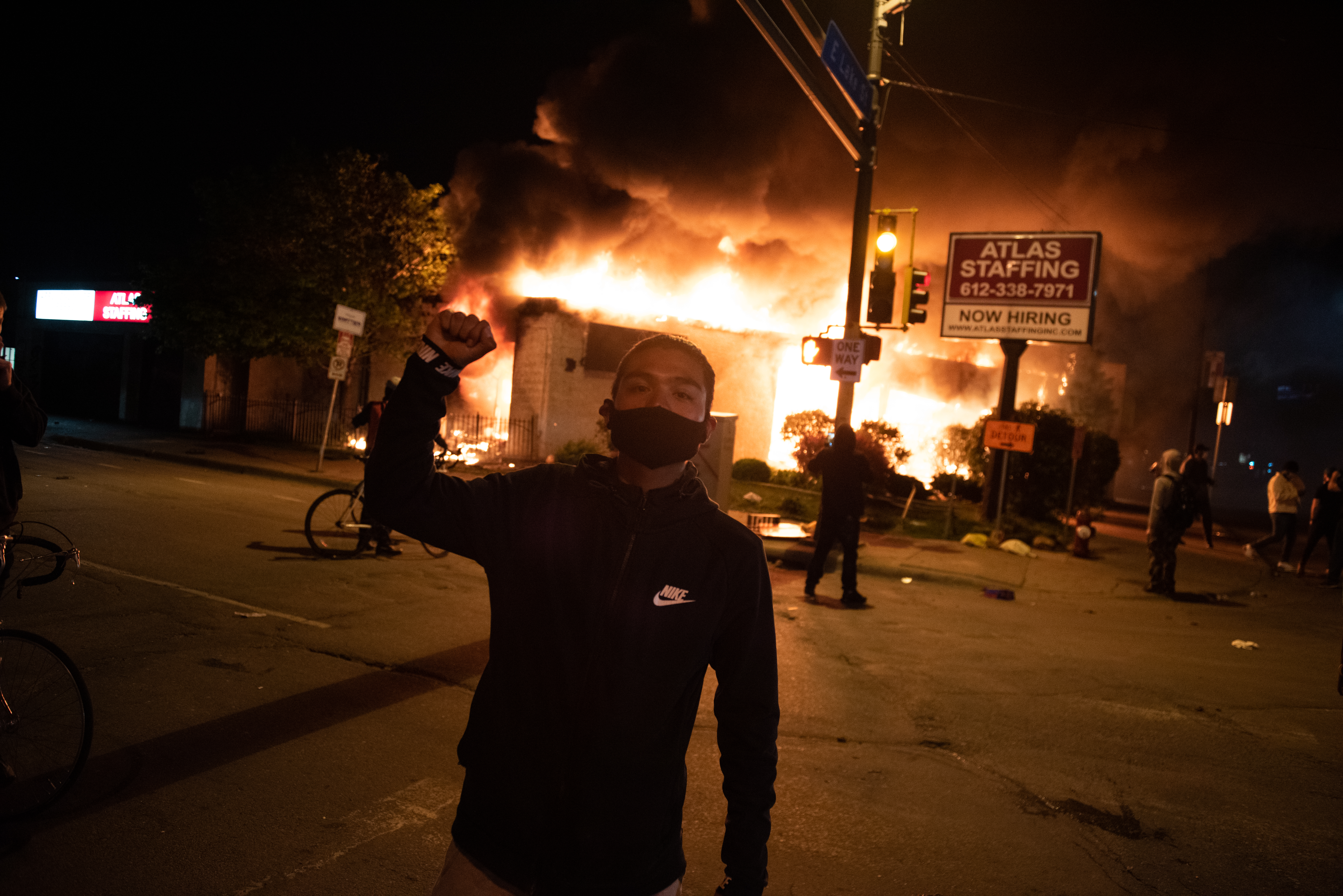
Émeutes à Minneapolis le 29 mai 2020.

Dès le lendemain de la mort de George Floyd, plusieurs milliers de personnes se rassemblent à Minneapolis, appelant à ce que la police « cesse de tuer des Noirs » et réclamant « justice »,. Ils scandent « I can't breathe ». Le lieu de l'interpellation de Floyd est rapidement transformé en un mémorial temporaire,.
La soirée du 26 mai est marquée par des heurts entre les forces de l'ordre et les manifestants, réprimés par du gaz lacrymogène et des tirs de balles en caoutchouc. Les émeutes continuent le lendemain, des barricades sont érigées et des incendies et pillages ont lieu. Dans la nuit du 27 au 28 mai, un homme est tué par balle. Une manifestation est organisée simultanément à Los Angeles. Entre 500 et 1 000 personnes bloquent l'autoroute Interstate 5. Les manifestations de protestation et les émeutes s'étendent ensuite à tout le pays, « de New York à Los Angeles », et le siège de CNN à Atlanta est incendié.

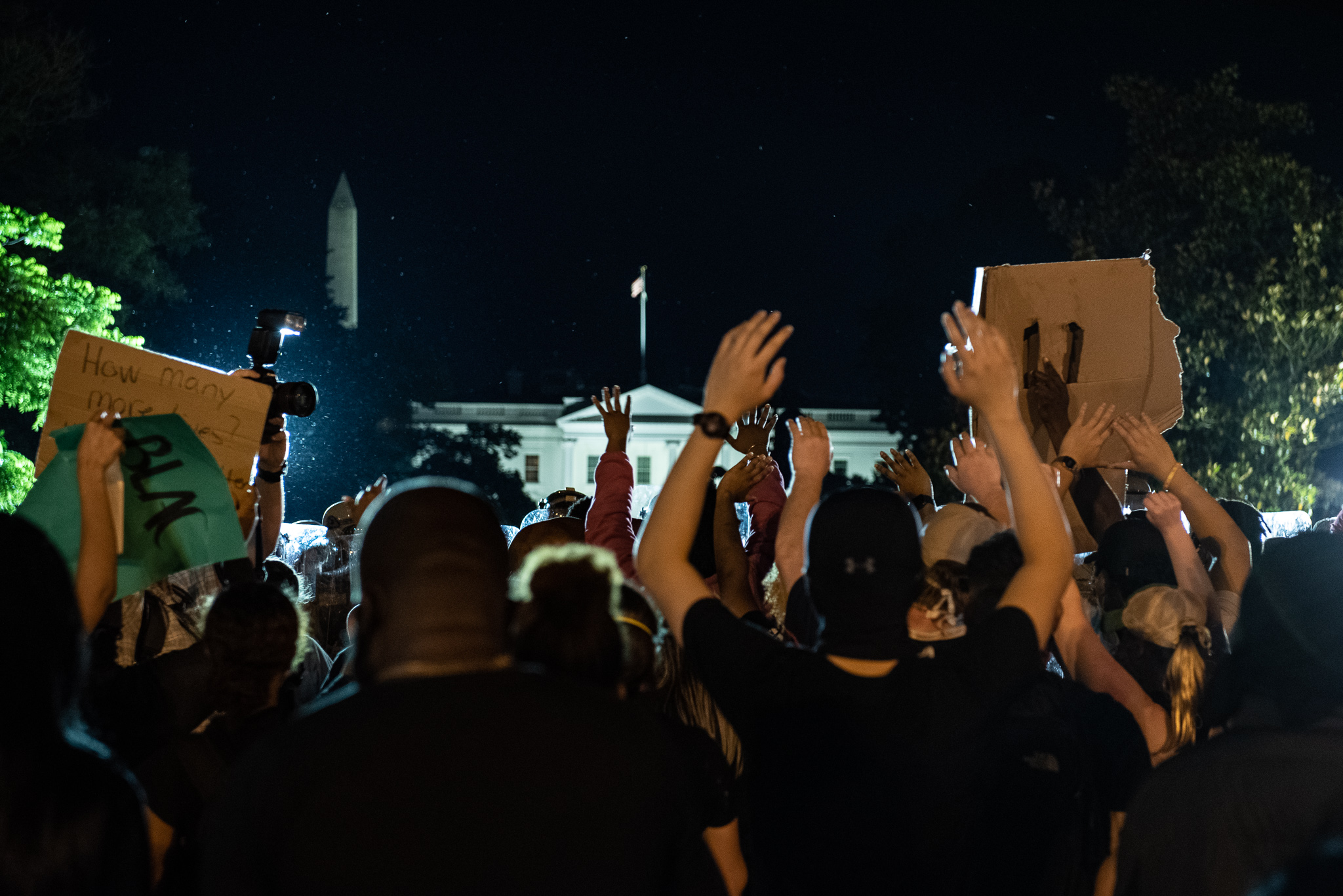
Manifestation dans la nuit du 30 au 31 mai à Washington.

Dans la nuit du 31 mai au 1er juin, les émeutes se poursuivent devant la Maison-Blanche. Alors que de violents affrontements avaient lieu à Washington, une manifestation contre les violences policières et le racisme s'est déroulée devant la Maison-Blanche. Les forces de l'ordre ayant repoussé ces manifestants, ceux-ci ont enflammé plusieurs bâtiments, dont l'église Saint-John. Des voitures par dizaines ont été incendiées dans toute la ville, et de nombreux commerces ont été pillés. Le Lafayette Square devant la Maison-Blanche a été vandalisé, des incendies y ont été allumés et certains ont même utilisé des arbres du square pour alimenter le brasier. Les services secrets ont mis Donald Trump, alors présent dans la résidence présidentielle, en sécurité dans le bunker situé sous la Maison-Blanche. Sur Twitter, le Président avait annoncé quelques heures avant les manifestations que le mouvement dit « Antifa », se réclamant de l'anti-fascisme, allait être désigné comme une organisation terroriste.
De nombreuses réactions internationales interviennent également et l'affaire prend un tournant mondial.

#### Mesures prises à la suite des émeutes
Plusieurs grandes villes des États-Unis, dont Washington, ont instauré un couvre-feu temporaire jusqu'à 6 h du matin.
En renfort de la police, lors d'émeutes, plusieurs maires de villes qui ont subi ces émeutes ainsi que des gouverneurs — comme Tim Walz, gouverneur du Minnesota — ont ordonné le déploiement de la Garde nationale.

#### Prix Pulitzer
Le 11 juin 2021, un prix Pulitzer spécial est décerné à Darnella Frazier, la jeune femme alors âgée de 17 ans qui avait filmé le meurtre de George Floyd.

### Dans l'art
Avec son frère Getúlio Cortês, le chanteur et compositeur brésilien de soul et de funk Gerson King Combo compose un duo pour la chanson Take this knee from There, inspirée du meurtre de George Floyd.